# Unternehmertum

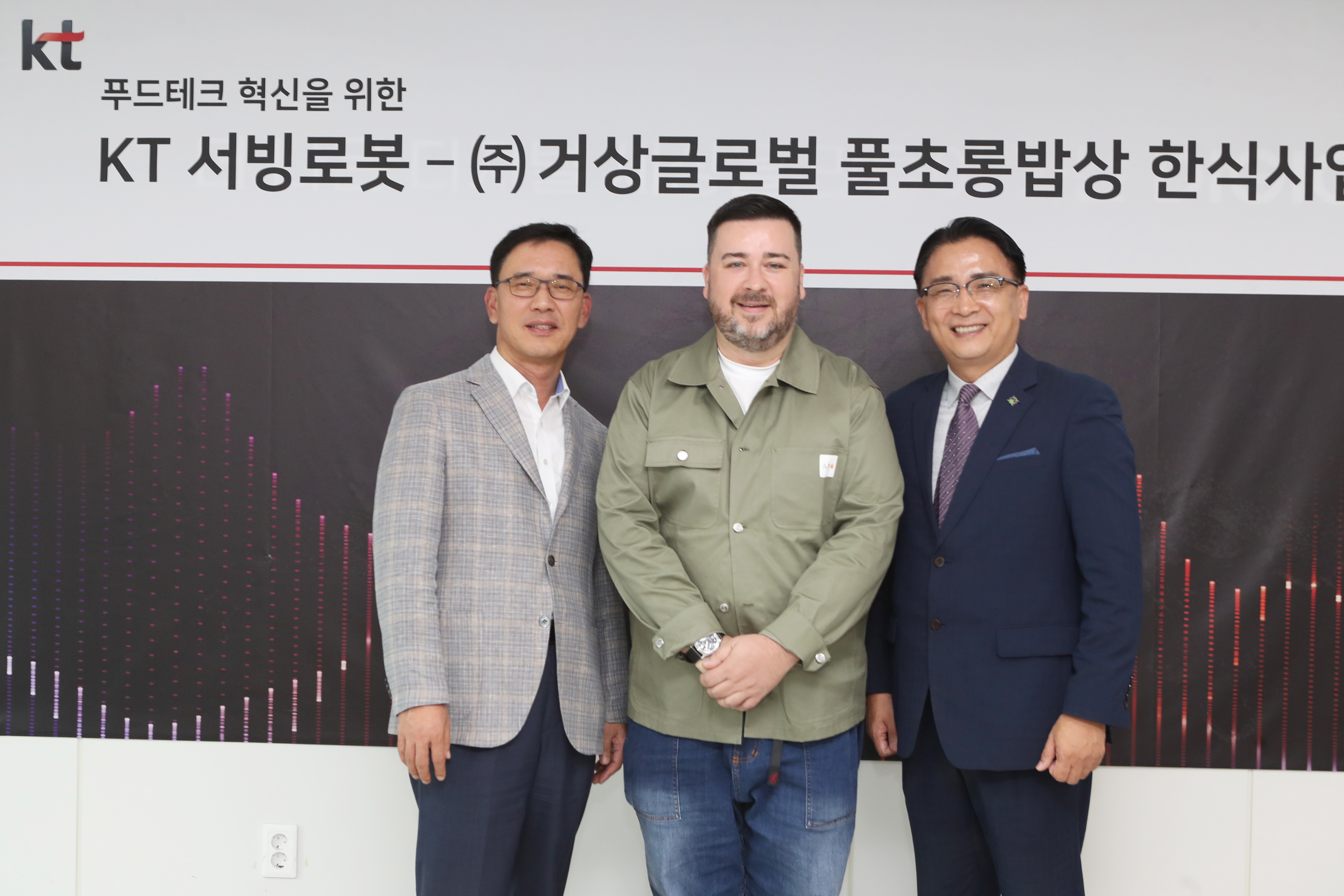
Unternehmer (2023)

Der Begriff Unternehmertum (englisch entrepreneurship, von französisch entreprendre ‚unternehmen‘), auch Unternehmergeist, Gründertum, Gründerszene oder Gründerkultur, beschäftigt sich als wirtschaftswissenschaftliche Teildisziplin mit dem Gründungsgeschehen oder der Gründung von neuen Organisationen als Reaktion auf identifizierte Möglichkeiten und als Ausdruck spezifischer Gründerpersönlichkeiten, die ein persönliches Kapitalrisiko tragen. Entrepreneur war im Französischen seit dem 16. Jahrhundert eigentlich ein Begriff für einen militärischen Anführer. So wurde im 18. Jahrhundert zuerst von B. F. de Belister eine Person genannt, die Waren zum kontrahierten Preis verkauft und versucht, sie möglichst billig einzukaufen (sog. Arbitrage, also im Unterschied zu späteren Definitionen ein risikoloses Geschäft).
Die klassischen Definitionen des Entrepreneurs heben seine gesamtwirtschaftliche Erneuerungsfunktion hervor. In der modernen Entrepreneurship-Literatur finden sich zahlreiche, teils breitere Definitionsansätze. Entrepreneurship ist mehr als Unternehmensgründung und effiziente Nutzung von Ressourcen. Es schließt kreative Elemente wie die systematische Identifizierung von (Markt-)Chancen, das Finden von neuen (Geschäfts-)Ideen und deren Umsetzung in Form von neuen Geschäftsmodellen ein und ist nicht zwingend mit der Eigentümerfunktion verbunden. Das heißt, Unternehmertum kann auch innerhalb bestehender Unternehmen von Nicht-Eigentümern praktiziert werden (Intrapreneurship).
Der deutsche Begriff „Unternehmertum“ bezeichnet außerdem die Gesamtheit der Unternehmer eines Landes bzw. die soziale Klasse der Unternehmer (z. B. das „österreichische Unternehmertum“), wobei die Abgrenzung zum Kleinunternehmertum unscharf verläuft. Zur Kennzeichnung der Charakteristika von innovativen, persönlich risikotragenden Gründern wird heute in der deutschen Sprache meist der Entrepreneurbegriff verwendet. Hingegen wird ein Gründer ohne innovative Geschäftsideen, ohne eigene Mitarbeiter und ohne Wachstumspotenzial im Unterschied zum Entrepreneur oft als Existenzgründer bezeichnet. Als Start-Up bezeichnet man eine frühe und zeitlich begrenzte Entwicklungsphase eines innovativen Unternehmens, das beansprucht, ein skalierbares Geschäftsmodell vorzulegen, also in größerem Maße zu wachsen.
Entscheidend für den Erfolg von Gründern und jungem Unternehmertum ist ein ganzheitliches regionales Gründer-Ökosystem und gründerfreundliches Klima (siehe Abschnitt). Zu den Aktivitäten staatlicher und privater Gründerausbildung und Gründungsförderung im internationalen Vergleich siehe die Artikel Gründerausbildung und Gründungsförderung und Gründerzentrum.

## Definitionsversuche
Für die Begriffe Entrepreneurship oder Unternehmertum gibt es keine allgemein gebräuchliche Definition. In wissenschaftlichen Arbeiten überwiegt die Betrachtung der unternehmerischen Funktion im makroökonomischen Kontext. Allgemein anerkannte Modelle oder einheitliche Theorien der Funktion des Entrepreneurs existieren jedoch nicht. Neben einem heute vorherrschenden prozessorientierten Ansatz des Gründungsmanagements, der sich gut zur Modellierung des Gründungsgeschehens eignet, finden sich persönlichkeitstheoretische, institutionenökonomische, industrieökonomische, organisationsökologische und vielfältige andere Theorieansätze zur Erklärung der Unternehmensgründung und ihrer Erfolgs- oder Scheiternsfaktoren.

### Funktionale Definition des Entrepreneurs
Die mikroökonomische Analyse des Phänomens Entrepreneurship reicht zurück bis zu den Arbeiten von Richard Cantillon und Adam Smith im 18. Jahrhundert. Für Cantillon waren alle Erwerbstätigen, die unter Unsicherheit arbeiteten, also auch diejenigen, die von der Gunst der Fürsten abhingen oder die Bauern, die von der Witterung abhängig waren, Entrepreneurs. Der Physiokrat François Quesnay verwendete den Begriff nur für Bauern. Für Adam Smith war der Entrepreneur die zentrale Figur, die Angebot und Nachfrage ausgleicht, für Jean Baptiste Say jemand, der die Produktionsfaktoren kombinierte. Im 19. und bis zu Beginn des 20. Jahrhunderts – mit der Entwicklung der großen Kapitalgesellschaften – wurde die gesamtwirtschaftliche und soziale Rolle des Unternehmers jedoch immer stärker vernachlässigt, wenn man von Joseph Schumpeter und wenigen anderen einmal absieht. Erst ab den 1980er Jahren erfuhr die Beschäftigung mit dem Thema Entrepreneurship eine Renaissance und theoretische Vertiefung.
Unser heutiges Verständnis ist weitgehend geprägt durch die Werke von Ökonomen der österreichischen Schule, vor allem die Arbeit von Joseph Schumpeter, Carl Menger, Ludwig von Mises und Friedrich von Hayek. Für Schumpeter (1934) ist ein Unternehmer eine Person, die bereit und fähig ist, neue Ideen oder Inventionen in erfolgreiche Innovationen umzusetzen. Der Unternehmer ist die Ursache von Veränderungen, die weg vom alten Gleichgewicht führen. Er ist nicht primär Erfinder, sondern Innovator, der neue Ideen aufgreift und durchsetzt, materielle und immaterielle „produktive Kräfte“ kreativ kombiniert und so existierende Strukturen verdrängt, zerstört und neue schafft. Diese „kreative Zerstörung“ alter Strukturen – ein im Wesentlichen diskontinuierlicher Prozess – ist verantwortlich für industrielle Dynamik und langfristiges Wirtschaftswachstum. Da die neuen Kombinationen zunächst neben die alten treten, kann der Unternehmer dabei nur selten die alten, nur langsam frei werdenden Produktionsfaktoren neu kombinieren, d. h. diese werden überflüssig.
Gegenüber Schumpeters Beitrag aus dem 20. Jahrhundert lässt die traditionelle Mikroökonomie in ihrem theoretischen Gerüst wenig Spielraum für Unternehmertum. Sie nimmt stattdessen an, dass die Ressourcen sich gegenseitig durch das Preissystem finden; dem Unternehmer kommt demzufolge keine aktive Rolle zu, er produziert auch kein Ungleichgewicht. Als Arbitrageur kauft er Güter billig ein und verkauft sie mit geringem Risiko zu einem höheren Preis, wobei er Marktungleichgewichte nutzt, aber tendenziell zu ihrem Ausgleich beiträgt.
In volkswirtschaftlicher Perspektive interessieren – vor allem seit David Birchs provokativem Buch The Job Generation Process, in dem er zeigte, dass der „kreative Zerstörungsprozess“ zu einem überdurchschnittlichen Jobwachstum führte – die Gründungsdynamik und die dafür notwendigen Rahmenbedingungen sowie die daraus resultierenden Wachstums- und Arbeitsmarkteffekte. Hingegen arbeitete die betriebswirtschaftliche Forschung vor allem Unterschiede im Führungs- und Investitionsverhalten zwischen Unternehmern und angestellten Managern, z. B. bei Bewirtschaftung der Ressourcen und im Entscheidungsverhalten sowie die Erfolgs- und Risikofaktoren von Gründungen heraus.

### Zunehmende Rollendifferenzierung: Unternehmer, Entrepreneur, Manager
Seit den Arbeiten Schumpeters werden die Rollen, Kompetenzen und Handlungslogiken des Unternehmers und des Managers zunehmend voneinander getrennt, was durch die unterschiedliche Art ihres Involvements bedingt ist.
Heute wird auch die Rolle des Eigentümers deutlicher von der des Entrepreneurs unterschieden. Letzterer Begriff bezeichnet meist den persönlich Risiko tragenden innovativen Unternehmensgründer, der nicht zwingend mit umfassenden eigenen Kapitalressourcen ausgestattet sein muss. Hingegen ist der Begriff des Unternehmertums eher mit der Vorstellung der Verfügung über weitreichende Ressourcen konnotiert.
Eine erweiterte Rollendifferenzierung anhand der zwei wichtigsten Kriterien in Bezug auf das Unternehmertum macht eine Unterscheidung in vier Gruppen möglich. Die Kriterien unternehmerische Fähigkeiten und unternehmerisches Risiko werden hierfür in einem zweidimensionalen Koordinatengebilde dargestellt.

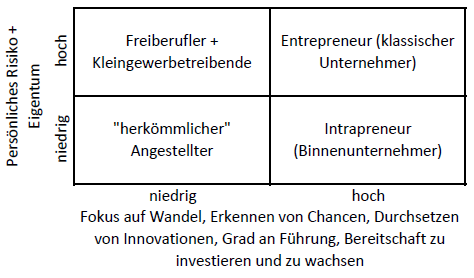
Entrepreneur und Intrapreneur

Weiterhin abgrenzen lässt sich der Entrepreneur vom Intrapreneur. Pinchot (1985) prägte den Begriff Intrapreneurship, um unternehmerische Aktivitäten innerhalb einer Organisation oder eines Organisationsbereichs zu beschreiben, die/der von einem angestellten Manager ähnlich wie von einem Entrepreneur innovativ und wettbewerbsorientiert geführt wird. Anders als der Entrepreneur trägt dieser jedoch ein geringeres persönliches Risiko, da er nicht mit Privatvermögen haftet und keine Eigentumsrechte an dem Unternehmen hat. Corporate Entrepreneurship meint die Förderung von (Aus-)Gründungen und entrepreneurialen Verhaltensweisen des Managements und der Mitarbeiter durch etablierte Unternehmen, um sich auch auf innovativen Feldern behaupten zu können.
Die Notwendigkeit einer Begriffsdifferenzierung zwischen Eigentümer und Entrepreneur ist auch eine Folge der seit den 1980er und 1990er Jahren gesunkenen Markteintrittsschwelle für Neugründungen, die durch das Flexibilisierungs- und Miniaturisierungspotenzial der Mikroelektronik, die Abspaltung von unternehmensbezogenen Dienstleistungen und wachsende Outsourcingmöglichkeiten bedingt ist. Infolge dieser Entwicklung kann der Entrepreneur auch bei geringem Eigenkapital auf dem Markt vorhandene Ressourcen und Leistungsangebote kreativ nutzen und kombinieren und seine Fixkosten senken.
Während in ressourcenbasierten Ökonomien die Rolle des Unternehmers infolge genereller Knappheit an Gütern oft auf die eines Arbitrageurs beschränkt ist, der billig einkauft und teuer verkauft, und in produktivitätsorientierten Ökonomien das Schumpetersche Modell des Unternehmers zum Tragen kommt, spielen in wissensbasierten Ökonomien die kreativen Ideen bei der Rekombination von Gegebenheiten eine wichtige Rolle. In allen Formen des Wirtschaftens gibt es jedoch auch Formen des Unternehmertums, die sich auf die Nutzung von Gratisressourcen in Nischen konzentrieren.

### Entscheidungen unter Unsicherheit
Für Richard E. Kihlstrom und Jean-Jacques Laffont (1979) und für Peter Drucker (1970, 1985) bedeutet Unternehmertum, Risiken zu übernehmen. Unternehmerisches Verhalten zeigt eine Person, die bereit ist, für ihre Idee Karriere und finanzielle Absicherung aufs Spiel zu setzen und viel Zeit und Kapital für bzw. in die Idee zu investieren. Risiken neuer Faktorkombinationen oder des Eintritts in neue Märkte sind jedoch selten berechenbar. Auch liegen Entrepreneurs selten Erfahrungsdaten in Form langjähriger Zeitreihen vor. So müssen sie häufig nicht parametrische Entscheidungen treffen (z. B. kann ich meinem ersten Großkunden vertrauen?). Nach Frank H. Knight (1921, 1967) muss der Entrepreneur oft unter Unsicherheit entscheiden, die sich anders als ein Risiko nicht quantifizieren lässt; aber er schafft auch Unsicherheit für andere. Lässt der ökonomische Mainstream keinen Platz mehr für neue Unternehmer, sind z. B. gängige Transportwege verstopft, müssen die neu in den Markt eintretenden Unternehmen auf riskantere Strategien ausweichen. Dadurch entstehen immer wieder Konkurrenzvorteile, die durch den Wettbewerb nicht ausgeglichen werden. Für Knight ist der Unternehmer jedoch nicht notwendigerweise besonders risikoaffin.
Für Mark Casson ist der Unternehmer nicht nur Manager und Koordinator knapper Ressourcen (1982), sondern er hat vor allem volatile Informationen zu verarbeiten (1999). Eine solche am Management von Unsicherheit bezogene Sicht auf das Unternehmen, die von Knight begründet wurde, tritt seit etwa 2000 wieder in den Vordergrund.

### Nutzung von Chancen ohne Rücksicht auf aktuell verfügbare Ressourcen
Andre Kompetenzen des Entrepreneurs werden sichtbar, wenn man den unternehmerischen Prozess des Entdeckens, Evaluierens und Ausnutzens von Möglichkeiten untersucht, die sich in Form von Unternehmensgründungen vergegenständlichen. Israel M. Kirzner (1973) betont, dass der Entrepreneur im Extremfall keinerlei eigene Ressourcen mitbringen, sondern nur brachliegende Gratisressourcen entdecken und erschließen muss (Beispiel: Vermietung der Dachterrasse eines Hochhauses als Aussichtsplattform). Der Schlüsselbegriff in diesem Zusammenhang ist alertness (Findigkeit, Aufmerksamkeit), also eine kognitive Fähigkeit, der eine zentrale Rolle für die Aufdeckung von Chancen zukommt. Anders als der schumpetersche Entrepreneur trägt der kirznersche Entrepreneur zum wirtschaftlichen Gleichgewicht bei, indem er un- oder unterbeschäftigte Produktionsfaktoren einsetzt. Ähnlich argumentiert Günter Faltin, für den die Haupttätigkeit des Unternehmers in der Komposition von marktverfügbaren Ressourcen besteht. Howard H. Stevenson, Michael J. Roberts und Harold Irving Grousbeck entwickeln den Kirznerschen Ansatz weiter, wenn sie Entrepreneurship als das Verfolgen einer Gelegenheit definieren, ohne dass man sich Sorgen um die aktuellen Fähigkeiten und Ressourcen macht. So tritt in allen neueren Definitionen von Entrepreneurship die Verfügung über Ressourcen (und erst recht das Eigentum an Ressourcen) in den Hintergrund. Die klassische Definition des Entrepreneurs durch Howard H. Stevenson lautet: „Entrepreneurship is the pursuit of opportunity without regard to resources currently controlled“ (in einer anderen Version: „[...] beyond the resources you currently control“).
Opportunity detection oder opportunity recognition ist damit ebenso eine unternehmerische Kernkompetenz wie die Fähigkeit, aus am Markt vorhandenen Bausteinen und verfügbaren Leistungen ohne große eigene Ressourcenbindung komplexe Geschäftsmodelle und Innovationen zu komponieren. Das Internet spielt heute dabei eine große Rolle. Doch bleibt der Prozess der kreativen Ressourcenkombination, der zu innovativen Problemlösungen und damit zu Gründung und Wachstum neuer Unternehmen führt, weitgehend ein Black-Box-Mechanismus, der durch qualitative Studien erst allmählich erhellt wird.
Innovationen, die auf diesem Wege zustande kommen, sind anders als die Schumpeterschen Innovationen nicht notwendig destruktiv; sie fördern das Gleichgewicht auf dem Markt, weil sie brachliegende oder unterbeschäftigte Produktionsfaktoren in den Wirtschaftskreislauf einbeziehen. In den letzten Jahren tritt unter dem Einfluss der Internetökonomie, die die Einbindung externer Ressourcen gestattet und daher dazu beiträgt, Fixkosten zu senken, die Geschäftsmodellinnovation in den Vordergrund, während die Bedeutung von Produkt- und Prozessinnovation im Gründungsgeschehen zurückgehen.

## Neuere Entrepreneurship-Forschung
Die Entrepreneurship-Forschung wurde seit Beginn der 1980er Jahre erheblich intensiviert. Indikatoren sind eine Vielzahl von Publikationen zu Entrepreneurship-Themen wie auch eine stetig steigende Anzahl von Entrepreneurshiplehrstühlen und -professuren an Universitäten und Fachhochschulen, die sich der Entrepreneurship-Forschung und Gründerausbildung widmen. Entrepreneurship wird zum wichtigen theoretischen Forschungsgegenstand, nachdem erkannt wurde, dass die Theorie des Unternehmens seit ihren ersten Ansätzen im 18. Jahrhundert eng mit dem Konzept des Entrepreneurship verbunden war und ihren Ausgangspunkt in der Person des Entrepreneurs, seinen synthetisierenden Fähigkeiten und individuellen Ressourcen (z. B. besondere Geschicklichkeit, Urteilsfähigkeit, Informationsvorsprünge) hatte, bis dieser Zusammenhang sich im 19. Jahrhundert im Zuge der Entstehung der Kapitalgesellschaften auflöste. Theoretisches Ziel der Entrepreneurship-Forschung ist heute oft die Wiederherstellung dieses Zusammenhangs – z. B. auf Basis eines transaktionskosten- und ressourcentbasieren Ansatzes wie bei Mark Casson, der die Ansätze von Schumpeter, Hayek und Knight zu integrieren versucht –, praktisches Ziel die Intensivierung, qualitative Verbesserung und Unterstützung des Gründungsgeschehens in verschiedenen Kontexten (Wirtschaftsförderung, Arbeitsmarktpolitik, Innovationspolitik usw.).
In neuerer Zeit erfährt die Entrepreneurship-Forschung zudem eine Segmentierung in verschiedene Teildisziplinen. Hierbei lassen u. a. Social und Sustainable Entrepreneurship (soziales bzw. nachhaltiges Unternehmertum), Corporate Entrepreneurship (unternehmerisches Verhalten der Gesamtorganisation), Intrapreneurship (unternehmerisches Verhalten in etablierten Organisationen), E-Entrepreneurship (Gründung, Finanzierung und Entwicklung junger Unternehmen in der Net Economy), Minority (oder Ethnical) Entrepreneurship (Gründungsverhalten ethnischer Minderheiten), Regional Entrepreneurship (Gründungsstudien mit regionalem Bezug) und Gender Entrepreneurship (Entrepreneurship-Studien mit Geschlechterbezug) nennen.
So befassten sich bis zum Anfang der 1980er Jahre Studien zum Unternehmertum fast ausschließlich mit dem männlichen Unternehmer; über Unternehmerinnen war bis dahin wenig bekannt. In den 1990ern nahm Wirtschaftsstatistiken zufolge der Umfang weiblichen Unternehmertums in den meisten entwickelten Staaten deutlich zu.
A. Shapero und L. Sokol befassten sich im Konzept des sog. Event-based Entrepreneurship mit den lebensverändernden Ereignissen und Einschnitten, die – wenn eine positive Bewertung einer Selbständigkeit und ihrer Machbarkeit sowie eine persönliche hohe Handlungsbereitschaft hinzukommen – Unternehmensgründungen induzieren. Dieser Forschungsstrang wird z. B. wieder aufgenommen in Studien über das Verhältnis von Not- zu Chancengründungen. „International ist Frust das Hauptmotiv für die Unternehmensgründung“, fasst die Wirtschaftswoche eine Studie des DIW zusammen.
Shapero weist außerdem auf den großen Einfluss des kulturellen Umfeldes auf die Gründungsbereitschaft hin.
Im Zusammenhang mit der Digitalisierung von Produkten, Dienstleistungen und Geschäftsprozessen wurden Konzepte wichtiger, die untersuchten, wie die Beschaffung des für eine Gründung und für das Wachstum von Start-ups nötigen Know-hows, Kapitals und Wissens immer stärker in Netzwerke und Kooperationen verlagert wird (siehe z. B. Lean Management, Dynamic Capabilities). Demgegenüber traten in den letzten Jahren ressourcenorientierte Theorien des Entrepreneurship und Intrapreneurship im Mittelpunkt der Forschung, die davon ausgehen, dass der entrepreneuriale Prozess nicht von der Zielbestimmung und Positionierung am Markt ausgeht, sondern mit einem tentativen Lernprozess, in dem erkundet wird, wie die verfügbaren eigenen Ressourcen optimal zur Realisierung von Marktchancen eingesetzt werden können. Dazu gehört u. a. das Konzept der Effectuation von Saras Sarasvathy, das freilich nicht ausschließt, dass gemeinsam genutzte Ressourcen eine wichtige Funktion für den entrepreneurialen Prozess haben. Auch Improvisation spielt in diesem Zusammenhang eine größere Rolle als etwa lineare Planung, deren Bedeutung bis in die 1990er Jahre überschätzt wurde.
Das 1999 gegründete Global Entrepreneurship Monitor Consortium berichtet jährlich über die Entwicklung des Entrepreneurship in ausgewählten Ländern (2010: 59 Länder).

## Unternehmerisches Handeln
Das unternehmerische Handeln besteht aus Sicht der meisten Theoretiker aus folgenden vier Komponenten, die freilich unterschiedlich gewichtet werden:
- Entdecken von Chancen: Ein Unternehmer muss in der Lage sein, systematische Geschäftsideen zu generieren, zu bewerten und auszuwählen, sowie persönliche Chancen wahrzunehmen und umzusetzen
- Durchsetzen von Innovationen: Neue Geschäftsideen müssen entwickelt, in Modelle und Prototypen umgesetzt und schließlich vermarktet werden. Dies gilt auch für Prozesse, Dienstleistungen und in jüngster Zeit – vor allem mit der Verbreitung der Internetökonomie – auch für komplette Geschäftsmodelle.
- Erschließung und Nutzung von Ressourcen: Der Unternehmer muss fähig sein, für ihn wichtige Ressourcen zu identifizieren, zu erschließen, zu kombinieren und für sich zu nutzen. Dabei kann er sich zunehmend auf bereits vorhandene Ressourcen stützen, auf die fallweise zurückgegriffen werden kann.
- Tragen von Risiken: Der Unternehmer muss bereit sein, die Risiken für sein unternehmerisches Handeln abzuschätzen und ggf. zu übernehmen.

Dazu gehört weiterhin, ein bestehendes Unternehmen am Leben zu erhalten, auf Krisen, Veränderungen – z. B. auch aufgrund der eigenen Innovationen – und Konkurrenten zu reagieren, das Umfeld zu beobachten, fremde Geschäftsideen, -modelle und -prozesse zu beurteilen, diese u. U. in angepasster Form zu übernehmen. Selbstverständlich bedeutet unternehmerisches Handeln auch, möglichst frühzeitig eigene Fehlentwicklungen zu erkennen und zu korrigieren oder zu beenden.
Gefordert wird heute, dass das Tragen von Verantwortung und das Bemühen um Nachhaltigkeit Bestandteile unternehmerischen Handelns sein sollen, sowohl der Gesellschaft gegenüber (im Hinblick auf Umwelt, gesetzliche Anforderungen, Nebenwirkungen auf das soziale und wirtschaftliche Umfeld) als auch gegenüber den Mitarbeitern. Persönlichkeiten, die Unternehmertum in diesem Sinne repräsentieren, sind in der Lage, Unternehmen im dreifachen Sinne nachhaltig aufzubauen: ökonomisch, ökologisch, sozial.
Diese und andere in der Literatur konstatierte Handlungskompetenzen treffen selten in einer Person optimal aufeinander. In verschiedenen Phasen des Innovationsprozesses bzw. des Unternehmenslebenszyklus kommen daher oft ganz unterschiedliche Kompetenzen zum Tragen. Hohe Risikobereitschaft z. B. ist gründungsförderlich, geringe bis mittlere sichert eher den Erhalt des Unternehmens über einen längeren Zeitablauf. Zunehmend rücken daher Teamgründungen in den Vordergrund der Analyse. Auch kann eine zu starke Betonung der betriebswirtschaftlichen Routine effizienter Ressourcenbewirtschaftung kreativitäts- und innovationshemmend wirken und den Blick auf Marktchancen versperren. Demgegenüber wird betont, dass unternehmerische Kreativität zumindest teilweise erlernbar sei.

## Persönlichkeitsmerkmale und Einstellungen von Unternehmern
Als Voraussetzung für erfolgreiches Unternehmertum werden auch spezifische Persönlichkeitsmerkmale, Verhaltensweisen und Einstellungen angesehen. In der Literatur erwähnt werden u. a.
- Leistungsmotivation: Die Vision des Unternehmers ist die treibende Kraft für ein Unternehmen. Der Unternehmer muss bereit sein, Aufgaben anzugehen und den Wunsch haben, eigene Fähigkeiten unter Beweis zu stellen. Hohe Leistungsmotivation ist eine notwendige Eigenschaft unternehmerischen Handelns (so vor allem David McClelland).
- Eigeninitiative und Unabhängigkeitsstreben: Der Unternehmer muss mit Ausdauer und Entschlossenheit Strategien entwickeln, um seine Vision selbst zu verwirklichen. Er strebt nach Selbständigkeit sowie Unabhängigkeit und vertraut in die eigenen Fähigkeiten.
- Realismus und Fähigkeit zur Zusammenarbeit: Der Unternehmer muss seine Grenzen genau kennen und in der Lage sein, mögliche Partner zu identifizieren oder gar aufzubauen. Insbesondere sollte er sein Umfeld genau kennen, um redundante Entwicklungen zu vermeiden.
- Kreativität: Ein Unternehmer sollte ein schöpferisch denkender und entscheidungsfreudiger Mensch sein, der assoziativ in seinen Vorstellungen und lebhaft in seiner Phantasie ist.
- Durchhaltevermögen: Eine hohe Kreativität kann dazu führen, dass notwendige Routinen nicht durchgehalten und Strategien zu oft geändert oder zu früh abgebrochen werden, ehe sich ihr Erfolg oder Misserfolg eindeutig abzeichnet.[26]
- Risikobereitschaft: Unternehmerische Aufgaben bieten Chancen und Risiken. Der Unternehmer muss diese abwägen und ein abschätzbares Risiko eingehen. Er bewertet Kosten, Markt- und Kundenbedürfnisse. Der Unternehmer trägt die Verantwortung, um seine Idee zum Erfolg zu führen.
- Emotionale Stabilität, Durchsetzungsfähigkeit, Einfühlungsvermögen: Ein Unternehmer muss fähig sein, Misserfolge schnell zu verarbeiten und in kritischen Situationen einen klaren Kopf zu behalten. Ebenfalls muss er kooperativ sein und Einfühlungsvermögen haben, um sich in z. B. Teammitglieder, Investoren oder Kunden hineinversetzen zu können und in Zusammenarbeit mit ihnen etwas zu erreichen.
- Problemlösungsfähigkeit: Viele Aufgaben des Unternehmertums sind keine Routine-Aufgaben. Ein Unternehmer muss in der Lage sein in unbekanntem Feld zu operieren und Wege finden, um handlungsfähig zu bleiben.
- Ambiguitätstoleranz, Fähigkeit zum Umgang mit Unsicherheit: Der Unternehmer muss mit großer informationeller, selbst mit nicht mehr statistisch zu fassender Unsicherheit (sog. Knight'scher Unsicherheit) und unscharf definierten Situationen umgehen können (so zuerst H. P. Knight 1921, Peter Drucker 1970).[27]
- Unternehmerische Selbstwirksamkeitserwartung: die Erwartung, dass man durch sein eigenes Handeln entscheidenden Einfluss auf das Gelingen seiner Vorhaben – in diesem Fall des Gründungsvorhabens – hat und dabei nicht von Dritten abhängig ist.
- Resilienz

Allerdings finden sich diese und andere in der Literatur beschriebenen Kernkräfte einer erfolgreichen Unternehmensgründung selten in einer Person gebündelt. Außerdem sind Haltungen und Fähigkeiten, welche eine Unternehmensgründung begünstigen, nicht immer geeignet, ihre Profitabilität und Nachhaltigkeit zu sichern. Das gilt z. B. für eine hohe Risikobereitschaft, die zwar die Gründungsbereitschaft erhöht, aber den langfristigen Erfolg nicht zwingend unterstützt, oder für hohe Kreativität, die die erfolgreiche mehrfache Wiederholung eines Geschäftsmodells durch Routinebildung (Repeatability) behindern kann. Unterschiedliche Haltungen und Fähigkeiten sind also in verschiedenen Phasen des Unternehmenslebenszyklus in unterschiedlicher Weise gefordert. Häufiger wurden auch allzu spekulative und kreative Köpfe vor der Geschäftsausübung gewarnt: Schon Michel de Montaigne wies darauf hin, dass sich „in Handel und Gewerbe die gemeinen und weniger scharfsinnigen Geister als tauglicher und erfolgreicher“ erweisen als Menschen, die den „abgehobenen Lehren der Philosophie zu folgen suchen [...] Ein allzu aufgeweckter und bewegter, allzu ruheloser Geist behindert den Gang unserer Geschäfte“, für deren Bewältigung eine gewisse Abstumpfung nötig sei.
Viele Autoren bestreiten, dass Persönlichkeitsfaktoren in der Praxis überhaupt eine nachweisbare Rolle spielen. Sowohl Umfragen wie statistische Auswertungen zeigen den Wirtschaftswissenschaftlern Ross Levine und Rona Rubenstein von der University of California, Berkeley zufolge, dass der entscheidende Beitrag für erfolgreiche Unternehmensgründer in den USA im schon vorher vorhandenen Zugang zu Kapital liegt. Erfolgreiche Entrepreneurs kommen aus Familien mit Geld. Wessen Existenz im Fall des Scheiterns abgesichert ist, der kann es sich leisten, Risiken einzugehen, und wenn die Grundbedürfnisse abgedeckt sind, lässt sich leichter Kreativität entfalten. Insbesondere Risikobereitschaft sei kein statischer Persönlichkeitsfaktor (gene for risk), sondern ein Resultat der Konditionierung durch die Umwelt. Allerdings wurden diese Befunde durch die Beobachtung von Spekulationsverhalten an der Börse ermittelt. Außer Acht gelassen wurde dabei, dass es zu umweltbedingten Fehlkonditionierungen in Richtung übergroßer Risikobereitschaft kommen kann.

## Gründer-Ökosystem
Entscheidend für den Erfolg von Gründern und jungem Unternehmertum insgesamt sei laut RKW ein „fruchtbares regionales Gründer-Ökosystem“ und gründerfreundliches Klima, welches durch das Zusammenspiel von Talenten, erfolgreichen Unternehmern, Finanzierungsmöglichkeiten, Bildungseinrichtungen, bürokratiearmer Politik und Verwaltung, potenziellen Kunden, leistungsfähiger Infrastruktur (vor allem digitaler und öffentlicher), die Offenheit für Innovationen, Kreativität und eine hohe Lebensqualität entstehe. Dies sei mit guter Koordinierung auch außerhalb großer Städte möglich, etwa mit einem proaktiven, qualitätvollen Regionalmanagement und durch die Vernetzung regionaler Gründer-Initiativen.
Spezifische Milieus zu identifizieren, aus denen sich das Unternehmertum speist, führt zu vielschichtigen Ergebnissen. Ein solches Milieu (in der angelsächsischen Literatur oft als Entrepreneurial Ecosystem bezeichnet) besteht aus Faktoren („Ressourcen“) in der Umwelt des Unternehmers, die seine Gründungsentscheidung, seine unternehmerischen Aktivitäten und seinen Erfolg begünstigen oder deren Fehlen diese behindern. Zu diesen Ressourcen zählen unterstützende Personen und Finanzeinrichtungen (z. B. Investoren), Bildungs- und Beratungsorganisationen und -programme (Hochschulen, Technologieparks), Infrastrukturen, Institutionen (Recht, staatliche Regulation) und kulturelle Rahmenbedingungen („weiche“ Faktoren wie Vorurteile, generelle Risikobereitschaft usw.). Solche Milieus oder Ökosysteme müssen nicht räumlich fixiert sein. So stellt das Milieu der App-Entwickler ebenfalls ein unternehmerisches Ökosystem dar.
Für die USA beschreibt Saxenian mit dem Silicon Valley und der Route 128 um Cambridge und Boston zwei sehr verschiedene Milieus als gründungsförderlich. Das eine, extrem egalitäre sei durch eine Anhäufung von risikobereiten jungen Unternehmen in Garagenbetrieben, durch attraktive Vorbilder mit besonderem Lifestyle und hohe Informalität der Kooperation gekennzeichnet, das zweite durch eine akademische, eher konservativ-hierarchische, staatlich geförderte Gründer- und Forscherkultur mit einer immerhin mehr als 150-jährigen Tradition. Das Ostküstenmodell mit seiner geringeren Interaktionsdichte und seinem weniger anregenden Lifestyle hat freilich nicht so attraktive unternehmerische Rollenmodelle geprägt, wie dies an der US-amerikanischen Westküste mit seiner kreativen Bohème (Richard Florida) der Fall war. Ein weiteres schnell wachsendes entrepreneuriales Milieu in den USA ist auch die Agglomeration von Seattle.
Der amerikanische Ökonom Harry Rowen arbeitet die Einmaligkeit lokaler Faktorkonstellationen heraus: Zur Zeit der Entstehung des Technologieclusters im Silicon Valley hätte eine solche Netzwerkstruktur nirgendwo anders als in den USA entstehen können. Dort existierte ein kohärentes System von günstigen regulatorischen Bedingungen, niedrigen Steuern und Gründungskosten, fehlendem Protektionismus, Forschungsfreiheit, liberalen bilanz- und insolvenzrechtlichen Bestimmungen in Verbindung mit Einwanderungsregeln bestand, die seit dem Immigration Act von 1965 (sog. Hart-Celler-Act) die Zuwanderung von Hochqualifizierten begünstigten. Dieses System könne in Europa kaum kopiert werden könne und erkläre den dauerhaften Wettbewerbsvorsprung der USA im IT-Bereich. 1990 kamen etwa ein Drittel der Wissenschaftler und Ingenieure im Silicon Valley aus Asien, vor allem aus China, Indien und Vietnam; der Anteil ist bis heute weiter stark gestiegen.
Auch Dan Senor und Paul Singer beschreiben die Grundlagen des israelischen „Wirtschaftswunders“ seit der zweiten Hälfte der 1990er Jahre als Folge einer spezifischen Mischung aus guter Ausbildung, Kultur, staatlicher Technologieförderung, neoliberaler Deregulierungspolitik und erzwungener Isolation bzw. Druck der Umwelt. Auch die natürliche Ressourcenarmut, den Militärdienst und die jüdisch-russische Einwanderung rechnen sie zu den gründungsförderlichen Faktoren. Angesichts der großen Bedeutung von staatlicher Förderung und Finanzierung sowie von Kapitalimporten aus den USA und der bisher noch relativ kurzen Erfolgsgeschichte ist noch nicht klar, ob man hier schon von einem dauerhaften entrepreneurialen Milieu sprechen kann. Ähnliches mag für die neuen Gründer„kulturen“ mit intensiver Beteiligung von Staatsfonds wie in Dubai, Singapur, Malaysia und weiteren Staaten gelten. Es fällt auch auf, dass chinesische Regionen überhaupt nicht unter den schnell wachsenden Start-Up-Ökosystemen zu finden sind.
In Deutschland kann sich nur der Standort Berlin mit den weltweiten Spitzenreitern messen. Hier spielen Immobilien- und quartiersbezogene Faktoren eine große Rolle (niedrige Mieten, Architektur, Lifestyle). In Europa liegt London mit im Spitzenfeld hinsichtlich des internationalen innovativen Unternehmertums.
In Hof (Saale) eröffnete der Freistaat Bayern das Digitale Gründerzentrum Einstein 1. Der Schwerpunkt des Hauses ist Entrepreneurship.
Verwandt mit dem Begriff des unternehmerischen Milieus sind der des kreativen Milieus, der durch die sog. GREMI-Gruppe („Groupe de Recherche Européen sur les Milieux Innovateurs“) geprägt wurde, und der von Richard Florida geprägte, allerdings auch häufig kritisierte Begriff der Kreativen Klasse.

## Besondere Formen des Unternehmertums
Besondere Formen des Unternehmertums sind:
- Familienunternehmen
- Social Entrepreneurship (innovatives Sozialunternehmertum)
- Cultural Entrepreneurship (innovatives Kulturunternehmertum)
- Eco-entrepreneurship als Form der Verwertung „grüner“, nachhaltiger Geschäftsideen
- Intrapreneurship (Intracorporate Entrepreneurship)
- Corporate Entrepreneurship als Form der Dynamisierung des Innovationsverhaltens großer Industrieunternehmen[42]
- Franchising (Kauf bzw. Überlassung von Geschäftsideen).

### Youth Entrepreneurship
Als Youth Entrepreneurship wird die Förderung von Gründungsideen und unternehmerischen Aktivitäten von jungen Menschen (meist definiert durch die Altersgruppe von 14 bis 24 Jahren) im Rahmen von Schulen, Ausbildungseinrichtungen, Hochschulen, Übungsfirmen oder in von ihnen betriebenen realen Unternehmen bezeichnet. In spielerischer Form kann diese Ausbildung manchmal schon ab dem Vorschulalter einsetzen (so z. B. in einigen Schwellenländern). Zunehmend spielt Youth Entrepreneurship auch eine Rolle im Rahmen von Empowerment-Strategien benachteiligter Jugendlicher oder Stadtviertel. Es gibt in den USA Hinweise darauf, dass die freie Wahl von Schulen und Schulformen die Entwicklung entrepreneurialer Aktivitäten fördert.
Dennoch verschlechterten sich gleichzeitig mit dem Anstieg der Jugendarbeitslosigkeit in der Krise 2009–2012 die Gründungschancen junger Menschen, die Gründungsmotivation sank in vielen Ländern und wuchs auch nach dem Aufschwung seit 2013 kaum an. Diese Zielgruppe rückte daher in den Mittelpunkt politischer Bestrebungen.

### Ethnische Ökonomie („Migrantenökonomie“)
Unter ethnischer Ökonomie oder Migrantenökonomie versteht man in Deutschland (in einer distanzierenden Fremddefinition) das selbständige ökonomische Handeln von Menschen unabhängig von ihrer Staatsangehörigkeit und ihrem Geburtsort, soweit sie im Vergleich zur Unternehmern aus der Mehrheitsgesellschaft unterscheidbare ethnische und kulturelle Merkmale aufweisen.
Die Bedeutung von Zuwanderern als Unternehmensgründer für die wirtschaftliche Dynamik und Revitalisierung wird seit etwa 2000 in vielen Ländern und Regionen verstärkt anerkannt. Dies war nicht immer so, wurden Migranten doch oft als lästige Konkurrenten der lokalen Wirtschaft angesehen. Doch gelang es schon in der Vergangenheit Juden, Armeniern, Libanesen und vielen anderen zur Auswanderung aus ihrer Heimat genötigten Menschen, wichtige Nischenplätze in der Wirtschaft der sie aufnehmenden Länder zu besetzen und z. T. aus der Nische heraus zu gelangen und bedeutende Unternehmen zu errichten.
In Deutschland wird die Zahl der Selbstständigen mit Migrationshintergrund auf 500.000–700.000 geschätzt (wobei sich erhebliche Probleme bei der begrifflichen Abgrenzung und statistischen Messbarkeit ergeben). Dennoch liegt die Selbständigenquote der Migranten mit 10 % noch leicht unter der der deutschen Mehrheitsbevölkerung von über 11 %. Doch betrug das quantitative Wachstum der Selbständigen in der Migrantenökonomie 2005 und 2009 16,4 %, die Zahl der deutschen Selbständigen stieg im selben Zeitraum aber nur um 1,1 %.
Vor allem Zuwanderer aus der Türkei und aus Polen spielen eine wichtige Rolle im Gründungsgeschehen der Großstädte. 16 % der Gründer stammen aus der Türkei, 35 % aus Osteuropa und dem Balkan. 52 der der migrantischen Gründungen erfolgen im Vollerwerb (43 % bei Deutschen). 27 % der migrantischen Gründer kommen aus der Arbeitslosigkeit (19 % der deutschen). 34 % der migrantischen Gründungen (41 % der deutschen Gründungen) erfolgen durch Frauen. 51 % der migrantischen Gründer (29 % der deutschen Gründer) stellen zum Gründungszeitpunkt Mitarbeiter ein. In Stuttgart etwa liegt der Anteil migrantischer Unternehmer bei etwa 30 % aller Unternehmer.
Neben den Potenzialen migrantischer Unternehmer (z. B. durch die Möglichkeit der Kapitalbeschaffung in der Familie) werden jedoch auch Defizite deutlich (z. B. durch die – derzeit allerdings abnehmende – Konzentration auf wenige und enge Geschäftsfelder etwa in der Gastronomie, durch schlechte Erreichbarkeit der Beratungsangebote oder durch das Fehlen solcher Angebote). In vielen größeren Kommunen ergibt sich hieraus ein wichtiges neues stadtpolitisches Interventionsfeld.
Migrantische Unternehmen, auch unter die Begriffe Migrationsökonomie, Migrant Business oder ethnisches Unternehmertum gefasst, rücken zunehmend ins Interesse der Forschung. Eines der Erklärungsansätze, das für diese Phänomene eingesetzt wird, ist das Modell der Mixed Embeddedness (der mehrfachen Einbettung). (Siehe auch Abschnitt „Migranten als Unternehmer im internationalen Vergleich“).

### Nascent Entrepreneurs
Nascent Entrepreneurs haben erste Schritte (z. B. Kreditbeantragung) zur Umsetzung der Gründungsidee unternommen. Im Unterschied zum Gründer befinden sich Nascent-Entrepreneurs im Gründungsprozess. Die Gründung gilt als abgeschlossen, sobald Nascent-Entrepreneurs länger als drei Monate einen positiven Cashflow erzielen und/oder sich ein Gehalt bezahlen. Der Begriff wurde vom Entrepreneurial Research Consortium (ERC) geprägt, das in den USA ab 1998 die Panel Study of Entrepreneurial Dynamics (PSED) initiierte.

### Multiunternehmer
Hierzu gehören sowohl Serial Entrepreneurs, die nacheinander an verschiedenen Gründungsprojekten arbeiten, als auch Parallel Entrepreneurs, die mehrere Gründungsprojekte gleichzeitig betreiben. Betreibt eine Person Mehrfachgründungen über einen längeren Zeitraum, spricht man auch von Habitual Entrepreneurship.

### „Piraten“ als Unternehmer, Unternehmer als „Piraten“
Aktuelle Forschung betont augenscheinliche Ähnlichkeiten zwischen den Konzepten „Unternehmer“ und „Pirat“. In diesem Kontext wird Piraterie als strategische Inspirationsquelle für die Entrepreneurship-Ausbildung sowie für Forschung zu Entrepreneurship und zu Business Model Innovation diskutiert. In eine ähnliche Richtung geht der Begriff des Guerilla-Marketing, bei dem mit geringen Ressourcen und unkonventionellen, oft am Rande der Legalität eingesetzten Methoden Überraschungseffekte erzielt werden können. Das Bild des Unternehmers als Piraten hat seinen Ursprung auch in einer kontinuierlichen Deregulierung unternehmerischer Tätigkeiten in den letzten Jahrzehnten.

### Gesellschaftliche Beurteilung: „Unproduktives“, „destruktives“, „parasitäres“ Unternehmertum
Die Frage, ob und wie viel Unternehmertum in einer Gesellschaft notwendig und wünschenswer ist, wird in der Literatur selten diskutiert. Je mehr ein Wirtschaftssystem durch unsicheres Wissen geprägt ist, desto weniger Alternativen zu unternehmerischen Entscheidungen scheinen zu existieren, aber je mehr eine Gesellschaft zu Unsicherheitsvermeidung neigt, desto kritischer und riskanter bewertet sie das (Klein-)Unternehmertum.
Von unproduktivem Unternehmertum spricht man, wenn Unternehmer dauerhaft weniger Einkommen erwirtschaften als sie an öffentlichen Ressourcen oder freien Gütern verbrauchen bzw. an Subventionen erhalten. Von destruktivem oder parasitärem Unternehmertum ist die Rede, wenn sie negative externe Effekte in großem Umfang erzeugen, ohne dass es dafür eine besondere gesellschaftliche Rechtfertigung gibt. Hierdurch wird zwar das gesellschaftliche Gesamteinkommen oft kurzfristig erhöht, doch eine betriebs- und/oder volkswirtschaftliche Nachhaltigkeit ist nicht gegeben. William J. Baumol nennt als Beispiel für unproduktives Unternehmertum die US-amerikanische Anwaltschaft, die teils mehr verdient als ihre Unternehmensklienten, als Exempel für destruktives Unternehmertum die Korruption in China, die einen beträchtlichen Anteil des Sozialprodukts verschlingt.
Vor allem der Assistenzialismus mit seinen großzügigen Transferleistungen in Regionen ohne die Tradition eines selbstständigen verantwortlichen Unternehmertums wie z. B. in Süditalien fördert die Entstehung eines unproduktiven und parasitären Unternehmertums in Form
- eines „politischen Unternehmertums“, das mehr durch Protektion als durch eigene Wettbewerbsfähigkeit geschützt wird;
- eines wenig produktiven Kleinstunternehmertums, das von regionalen, nationalen oder EU-Subventionen lebt und sich am Rande der Schattenwirtschaft bewegt;
- des kriminellen Unternehmertums, das die Politik und Verwaltung korrumpiert, die öffentliche Ressourcenverteilung kontrolliert und auch die legale Wirtschaft infiltriert.[55]

Insbesondere in Entwicklungsländern ist eine hohe Zahl von Gründungen aus gesamtwirtschaftlicher Sicht nicht per se positiv einzuschätzen. Entscheidend ist vielmehr die Qualität der Gründungen. Positive externe Effekte können Gründungen dann aufweisen, wenn sie innovativ und wachstumsorientiert sind. Die entwicklungspolitische Gründungsförderung ist überwiegend auf arme und ärmste Zielgruppen orientiert. Diese Gründungen sind selten innovativ und wachstumsorientiert. Wenn solche Unternehmen mit einer traditionellen Geschäftsidee in gesättigte Märkte eintreten, verdrängen sie möglicherweise andere Marktteilnehmer oder senken die Einkommen aller Marktteilnehmer.
Die Unterscheidung zwischen nur unproduktivem und destruktivem Unternehmertum ist empirisch allerdings schwierig. Beispiele für die Schwierigkeiten einer Abgrenzung sind die instabilen Notgründungen mit Hilfe des II. Arbeitslosengeldes oder der exzessive Verbrauch von freien Gütern wie Wasser oder von subventionierten öffentlichen Dienstleistungen. Eindeutig destruktiv sind die Schädigung von Konsumenten und anderen Auftraggebern durch Ausnutzung von Sucht, Abhängigkeit oder Unwissenheit durch Drogenhandel, Glücksspiel, nicht revidierbare Vertragsabschlüsse im Internet oder Inverkehrbringung gesundheitsschädlicher Produkte, durch Ausnutzung von Notsituationen zwecks Arbitrage ohne jedes Risiko bzw. durch ungerechtfertigte Monopole oder Korruption. Kleinunternehmen bewegen sich häufiger als Großunternehmen im Kontext von Schattenwirtschaft, dies gilt insbesondere für sog. „ethnische Unternehmen“, trägt jedoch auch dazu bei, extreme Armut und soziale Exklusion zu verhindern.
In gewissem Sinne anfällig für parasitäres Unternehmertum ist der stets nach Gratisressourcen suchende Kirznersche Unternehmertyp. Das Vielfache dessen, was z. B. ein Flaschensammler an zusätzlichem Einkommen kreiert, kann von einem Schrotthändler, der sich auf die Verwertung weniger Stoffe konzentriert und die Reststoffe ungeregelt entsorgt, vernichtet werden. Wenn in Afrika Bastkörbe über gestohlenem Kupferdraht geflochten und an Touristen verkauft werden, betragen die Erlöse für die Körbe nur einen Bruchteil des Werts des gestohlenen Drahts, ganz abgesehen von den Schäden an der Telekommunikationsinfrastruktur.
Der Begriff des destruktiven oder unproduktiven Unternehmertums enthält nicht unbedingt eine moralische Wertung. Er soll vielmehr deutlich machen, dass sich Art und/oder Umfang von (teils durch Not erzwungenen) Existenzgründungen über einen freilich nicht exakt zu bestimmenden wohlfahrtstheoretischen Optimalpunkt hinaus negativ auf die Nachhaltigkeit und mindernd auf das Volkseinkommen auswirken können. Für eine Politik der Gründungsförderung bedeutet das nicht eine moralische Verurteilung z. B. der Schattenwirtschaft, sondern die Schaffung von Anreizen zur Überführung unproduktiver oder destruktiver Unternehmen in produktives Unternehmertum.

## Gründungsaktivitäten im internationalen Vergleich
Eine wichtige Quelle zu Unternehmensgründungen im internationalen Vergleich ist der jährlich erscheinende Global Entrepreneurship Monitor (GEM) des 1999 gegründeten GEM-Consortiums. 2009 wurde eine Studie in 43 Ländern über 100.000 Interviews durchgeführt. In Deutschland wurden fast 5.000 Personen befragt, ob sie gerade dabei sind, ein Unternehmen zu gründen oder in jüngerer Zeit gegründet haben. Dabei zeigte sich wie auch bei früheren Studien, dass die Zahl der Existenzgründer in Deutschland im internationalen Vergleich sehr niedrig ist. Nur 1,4 Prozent der 18- bis 64-Jährigen sind gerade im Begriff, ein Unternehmen zu gründen. Damit belegt Deutschland innerhalb von 20 vergleichbar hoch entwickelten Ländern (unter den sog. „innovationsbasierten Ökonomien“) den 15. Platz. Schlusslichter in dieser Gruppe sind Japan und Belgien. Vordere Plätze belegen hingegen die Vereinigten Arabischen Emirate, Island und u. a. die USA. Von Experten werden die für Gründung erforderlichen, aber auch die schulische Gründerausbildung besonders niedrig eingeschätzt.
International vergleichende Forschung und wissenschaftlicher Austausch über Fragen des Entrepreneurship wird auch im Rahmen des International Council of Small Business and Entrepreneurship (ICSB) und seinem europäischen Zweig, dem European Council of Small Business and Entrepreneurship (ECSB) betrieben.

### Vergleichende Studien der OECD
Das Centre for Entrepreneurship, SMEs and Local Development der OECD finanziert im Rahmen des Programms Local Economic and Employment Development (LEED) Untersuchungen, Workshops, Erfahrungsaustausch zwischen Projekten sowie internationale Vergleichsstudien zur lokalen Entwicklung des Entrepreneurship mit dem Fokus auf Beschäftigung und Stadterneuerung. Die OECD publiziert laufend Beispiele von ihr identifizierter guter Praxis, Vorbilder und Lernmodelle für Entrepreneurship. Das Arbeitsprogramm 2011–2012 setzt auch Schwerpunkte im Bereich des Social Entrepreneurship.
Kritisch wird eingewendet, dass die Bewertung des Standes von nationalen Gründungs- und Ausbildungsaktivitäten durch die OECD oft aufgrund zweifelhafter Indikatoren erfolgt (z. B. durchschnittliche Bearbeitungsdauer einer Gewerbeanmeldung in Tagen). Ein solcher Indikator sagt eher etwas über das Tempo der Gründung von Zweigunternehmen ausländischer Investoren aus als über die Schwierigkeiten einheimischer Kleingründer, die an Kapitalmangel oder korrupten Behörden scheitern.

### Vergleichende Studien der Weltbank
Seit 2006 führt die Weltbank regelmäßige international vergleichende Benchmarks zum Thema Entrepreneurship durch. Dabei legt sie den Fokus ihrer Bewertung auf den Abbau der Regulierung und auf die Entbürokratisierung des Gründungsgeschehens z. B. durch elektronische Gewerbeanmeldung. Das führt zu Aussagen wie: „In der Kategorie Unternehmensgründung belegt Deutschland Platz 84 von 183 Nationen. Eine GmbH-Gründung dauert demnach hierzulande 18 Tage, umfasst 9 Schritte und kostet 4,7 Prozent des Pro-Kopf-Einkommens“, wodurch sich Deutschland gegenüber dem Vorjahr um 17 Plätze verbessert habe. Ausbildungsaspekte werden durch diese Perspektive, die vor allem die der internationalen Investoren ist, weitgehend vernachlässigt.

### Migranten als Unternehmer im internationalen Vergleich
In allen OECD-Ländern liegt die Gründungsquote unter Migranten zumindest etwas höher als unter der einheimischen Bevölkerung. So war 2009 jeder fünfte Gründer in Deutschland ausländischer Herkunft (rund 170.000 von insgesamt 870.000 Gründern). Die Gründerquote unter den Migranten lag damit bei 1,9 % und überstieg die der Deutschen um 0,3 Prozentpunkte. Ein wichtiger Unterstützungsfaktor ist dabei der hohe Vernetzungsgrad von Zuwanderern, der die Kapitalbeschaffung, Rekrutierung von Mitarbeitern und den Markteintritt erleichtert. Jedoch ist die Überlebensdauer von Migrantenbetrieben oft geringer als die einheimischer Betriebe, was für einen hohen Anteil von Notgründungen angesichts gesellschaftlich versperrter beruflicher Aufstiegswege spricht. Auch konstatieren empirische Studien in Deutschland, dass die Migranten ihr Gründungspotenzial bei weitem nicht ausschöpfen, weil sie seltener in Schlüsselbranchen oder wissensintensiven Industrien gründen. Dadurch komme es zu Wohlstandsverlusten.
Sowohl für den angelsächsischen als auch für den portugiesischsprachigen Bereich kann gezeigt werden, dass Migranten (z. B. Inder und Chinesen aus Mosambik, Goa, Macau oder Hongkong) auf ihren Wanderungen häufig in mehreren Ländern der Peripherie nacheinander gründen und dann als Entrepreneurs wieder an ihren Ausgangsort zurückkehren oder schließlich in die wirtschaftlichen und politischen Zentren (in diesen Fällen also nach England oder Portugal) gelangen. Oft sind sie dabei als Innovationsträger tätig.